# ConTEL
Konferencija ConTEL (Conference on Telecommunications) pokrenuta je 1993. godine na temelju zaključka znanstvenog skupa Telekomunikacije u Hrvatskoj održanog godinu ranije u Hrvatskoj akademiji znanosti i umjetnosti u Zagrebu. ConTEL se održava svake dvije godine.
Konferencija je ustrojena sukladno pravilima koje propisuje međunarodna strukovna udruga inženjera elektrotehnike i elektronike IEEE, s međunarodnim programskim odborom i recenzentima te odražava visoke kriterije prihvaćanja i prikaza radova. Konferencija je razvila bogatu međunarodnu suradnju, uz osnovni program tu su i održavanje radionica:
- Broadband & Multimedia Workshop B&MW (1996. i 1999.),
- International Workshop on Applied Formal Methods in System Design (1997.),
- Workshop on All-Optical Networks WAON (1998., 2001., 2003.),
- ACTS Workshop on Communication Systems (1997.).

Te su radionice suorganizirali i sponzorirali projekti EU u okviru programa COST i ACTS. Godine 2001.  organiziran je skup na temu Pogledi na razvitak informacijske i komunikacijske tehnologije u Hrvatskoj.
Na svim navedenim skupovima sudjelovalo je ukupno više od 2 tisuće sudionika iz cijelog svijeta i objavljeno je više od 1000 radova na engleskom jeziku u 15 zbornika radova. 
Konferencija se do 2005. godine održavala na Fakultetu elektrotehnike i računarstva u Zagrebu, a od 2005. godine održava se u hotelu Sheraton, također u Zagrebu.
Konferenciju organiziraju Fakultet elektrotehnike i računarstva Sveučilišta u Zagrebu, IEEE Croatia Section i IEEE Croatia Communications Chapter. Sponzor zadnjih nekoliko konferencija bilo je Ministarstvo znanosti, obrazovanja i športa, dok su tehnički kosponzori IEEE Region 8 i IEEE Communications Society.
11. međunarodna konferencija ConTEL održana je od 15. do 17. lipnja 2011. godine u Grazu u Austriji.

## Teme konferencije
Neke od tema koje konferencija pokriva su:
- mreže nove generacije:
  - sveoptičke mreže,
  - bežične širokopojasne mreže (LAN-ovi i MAN-ovi),
  - kvaliteta usluge,
  - konvergencija mreža,
  - telekomunikacijsko tržište,
  - primjena IPv6;
- višemedijske komunikacije:
  - kvaliteta usluge,
  - višemedijske aplikacije,
  - pokretna multimedija,
  - umrežene virtualne okoline,
  - usluge na WWW-u;
- komunikacijska programska podrška:
  - softversko inženjerstvo,
  - oblikovanje programske podrške za mobilne uređaje,
  - softverske arhitekture,
  - formalne metode,
  - specifikacija i verifikacija,
  - alati, okoline i testiranje,
- informacijska infrastruktura:
  - e-Commerce & e-Government,
  - informacijsko društvo,
  - upravljanje znanjem,
  - pokretni agenti i višeagentni sustavi,
  - sigurnost i privatnost.

## Održane konferencije
- 2011.,2009.,2007., 2005., 2003., 2001., 1999., 1997., 1995., 1994., 1994., 1993.

## Vanjske poveznice
- ConTEL 2011
- Prošle konferencije